# Сорокино (Сланцевский район)
Сорокино — деревня в Старопольском сельском поселении Сланцевского района Ленинградской области.

## История
Деревня Сорокино упоминается на карте Санкт-Петербургской губернии Ф. Ф. Шуберта 1834 года.

СОРОКИНО — деревня принадлежит ведомству Павловского городового правления, число жителей по ревизии: 31 м. п., 25 ж. п. (1838 год)

Как деревня Сорокина она отмечена на карте профессора С. С. Куторги 1852 года.

СОРОКИНО — деревня Павловского городового правления, по просёлочной дороге, число дворов — 5, число душ — 24 м. п. (1856 год)

СОРОКИНО — деревня Павловского городового правления при озере Долгом, число дворов — 6, число жителей: 27 м. п., 21 ж. п. (1862 год) 

В XIX — начале XX века деревня административно относилась к Константиновской волости 1-го земского участка 1-го стана Гдовского уезда Санкт-Петербургской губернии.
Согласно Памятной книжке Санкт-Петербургской губернии 1905 года деревня образовывала Сорокинское сельское общество.

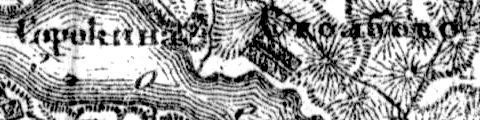
Деревня Сорокино на карте 1919 года

Согласно карте Петроградской и Эстляндской губерний 1919 года деревня называлась Сорокина.
По данным 1933 года деревня Сорокино входила в состав Столбовского сельсовета Рудненского района. С августа 1933 года, в составе Осьминского района.
С 1 августа 1941 года по 31 января 1944 года германская оккупация.
С 1961 года в составе Заручьевского сельсовета Сланцевского района.
С 1963 года в составе Кингисеппского района.
С ноября 1965 года вновь в составе Сланцевского района.
По состоянию на 1 августа 1965 года деревня Сорокино входила в состав Заручьевского сельсовета Кингисеппского района.
По данным 1973 года деревня Сорокино входила в состав Заручьевского сельсовета.
По данным 1990 года деревня Сорокино входила в состав Старопольского сельсовета.
В 1997 году в деревне Сорокино Старопольской волости проживал 1 человек, в 2002 году — 13 человек (русских — 84 %).
В 2007 году в деревне Сорокино Старопольского СП проживали 4 человека, в 2010 году — 11 человек.

## География
Деревня расположена в юго-восточной части района на автодороге 41К-163 (Менюши — Заручье — Каменец).
Расстояние до административного центра поселения — 20 км.
Расстояние до ближайшей железнодорожной платформы Сланцы — 58 км.
Деревня находится на северном берегу озера Долгое, к западу от устья Каменного ручья.

## Демография
| 1862 | 2007 | 2010 | 2017 |
| ---- | ---- | ---- | ---- |
| 48   | ↘4   | ↗11  | ↘4   |